# جعفرآباد (حسن‌آباد)
جعفرآباد یک منطقهٔ مسکونی در ایران است که در استان فارس واقع شده‌است. براساس سرشماری مرکز آمار ایران در سال ۱۳۹۵، جعفرآباد ۴۸۹ نفر جمعیت دارد.